# شرح ألفية ابن مالك للعثيمين
شرح ألفية ابن مالك للعثيمين هو كتاب في النحو والصرف، كتبه الفقيه محمد بن صالح العثيمين المتوفَّى سنة 1421 هـ. الكتاب عبارة عن شرح لألفية ابن مالك في مختلف أبواب النحو والصرف.